# ヤマニパッケージ
株式会社ヤマニパッケージは、岐阜県岐阜市に本社を置く、パッケージの販売をおもな事業とした企業である。

## 概要
箱、手提袋などの包装資材を販売。1952年7月創業、1960年8月設立。既製品パッケージという独自戦略で全国展開している。
製造は子会社に委託して企画・デザインを自社で行うファブレス企業である。フルーツ、酒類、洋菓子等、様々な業種に特化した既製品を展開している。既製品は約10,000点あり、ケース単位（100枚等）で販売している。商品はホームページのデジタルカタログで公開している。

### ヤマニ洋紙工業
岐阜にはヤマニと名の付く企業がヤマニパッケージ以外に、ヤマニ洋紙工業がある。
ヤマニ洋紙工業株式会社は、ヤマニパッケージの創業者 矢田時次郎の弟が創業した会社で、1951年3月創業の紙の卸問屋である。ヤマニパッケージ創業の前年に創業しており、板紙を中心とした産業用紙の卸売りや紙管・段ボール・紙加工の製造なども行っている。ヤマニパッケージの子会社ではない。

## 事業所
- 本社 - 岐阜県岐阜市清本町2丁目44
- 東京支店 - 東京都品川区大崎1-11-1 ゲートシティ大崎ウエストタワー1F
- 大阪支店 - 大阪府吹田市江坂町1-23-43 ファサード江坂ビル3F
- 東濃支店 - 岐阜県土岐市泉町定林寺大洞28-1
- 四日市支店 - 三重県四日市市西阿倉川上野326-1
- 福岡支店 - 福岡県福岡市東区多の津1-14-1 FRCビル9F
- 仙台支店 - 宮城県仙台市若林区伊在3-10-5-103